# Jason Faunt
Jason Patrick Faunt (ur. 20 listopada 1974 w Chicago) – amerykański aktor, najbardziej znany z roli Wesa Collinsa – czerwonego wojownika i Alexa Drake'a w serialu Power Rangers Time Force. Poza tym użyczył głosu Bulldozerowi Orgowi w jednym z odcinków serialu Power Rangers Wild Force.

## Życiorys
Urodził się w Chicago w stanie Illinois jako syn Sharan i Eda Couture. Wychowywał się na przedmieściach Chicago w McHenry w Illinois. Uczęszczał do McHenry High School East Campus i ukończył tę samą klasę u Matta Skiby, wokalisty zespołu Alkaline Trio i Blink-182. Po ukończeniu szkoły średniej ukończył studia na University of North Carolina w Asheville na częściowym stypendium baseballowym. Tam specjalizował się w zarządzaniu i marketingu. W tamtych czasach interesował się baseballem, a także chęcią zostania profesjonalnym graczem Major League Baseball, ale później zainteresował się aktorstwem.
Przeniósł się do Los Angeles. Został odkryty przez filmowca Davida DeCoteau i w 1999 poleciał do Rumunii na plan filmowy horrorzu Witchouse, gdzie ostatecznie zadebiutował w niewielkiej roli Boba. DeCoteau był pod takim wrażeniem pracy Faunta, że zaproponował mu rolę Paula Maglia w następnym filmie Totem. Jego pierwszą ważną rolą była podwójna rola w serii Power Rangers.

## Życie prywatne
6 września 2002 ożenił się ze Stephanie Faunt. Mają dwie córki. Jednak w 2014 doszło do rozwodu.

## Wybrana filmografia

### Seriale
- 1999: Passions jako Carson
- 2000: Port Charles jako Kane
- 2001: Power Rangers Time Force jako Wesley Collins/Czerwony Time Force Ranger, Alex Drake
- 2002: Power Rangers Wild Force jak Wesley Collins/Czerwony Time Force Ranger
- 2018: Power Rangers Ninja Steel jako Wesley Collins/Czerwony Time Force Ranger

### Głosy
- 2002: Power Rangers Wild Force jako Bulldozer Org (odc. Soul Searching)